# Aralsor Köli
Aralsor Köli är en saltsjö i Kazakstan.   Den ligger i oblystet Västkazakstan, i den västra delen av landet, 1 700 km väster om huvudstaden Astana.